# دشت قوسار
دشت قوسار (انگلیسی: Gusar plain) یک دشت و چنزار در  شهرستان قبه، شهرستان قوسار در کشور جمهوری آذربایجان است.